# Keith Aqui
Keith Aqui (Tacarigua, 5 agosto 1945 – 2016) è stato un calciatore trinidadiano, di ruolo attaccante.

## Carriera

### Club
Formatosi nella selezione calcistica della Howard University, entrando nel famedio sportivo dell'istituto nel 1996, nella stagione 1973 è in forza ai Baltimore Bays, squadra dell'American Soccer League. Con i Bays, dopo aver vinto il proprio girone, giunge alle semifinali dei play-off, perdendole contro i futuri campioni del New York Apollo.
Nel 1974 viene ingaggiato dalla franchigia della North American Soccer League dei Baltimore Comets, con cui raggiunge i quarti di finale della NASL 1974. La stagione seguente è chiusa invece al quinto ed ultimo posto della Eastern Division.
Nella stagione 1976 segue i Comets nel loro trasferimento in California, ove divennero i San Diego Jaws. Con i Jaws non riesce a superare la fase a gironi del torneo.

### Nazionale
Aqui vestì la maglia della nazionale di calcio di Trinidad e Tobago negli anni '70.

## Statistiche

### Cronologia presenze e reti in Nazionale
| Cronologia completa delle presenze e delle reti in nazionale ― Trinidad e Tobago | Cronologia completa delle presenze e delle reti in nazionale ― Trinidad e Tobago | Cronologia completa delle presenze e delle reti in nazionale ― Trinidad e Tobago | Cronologia completa delle presenze e delle reti in nazionale ― Trinidad e Tobago | Cronologia completa delle presenze e delle reti in nazionale ― Trinidad e Tobago | Cronologia completa delle presenze e delle reti in nazionale ― Trinidad e Tobago | Cronologia completa delle presenze e delle reti in nazionale ― Trinidad e Tobago | Cronologia completa delle presenze e delle reti in nazionale ― Trinidad e Tobago |
| Data                                                                             | Città                                                                            | In casa                                                                          | Risultato                                                                        | Ospiti                                                                           | Competizione                                                                     | Reti                                                                             | Note                                                                             |
| -------------------------------------------------------------------------------- | -------------------------------------------------------------------------------- | -------------------------------------------------------------------------------- | -------------------------------------------------------------------------------- | -------------------------------------------------------------------------------- | -------------------------------------------------------------------------------- | -------------------------------------------------------------------------------- | -------------------------------------------------------------------------------- |
| 15-8-1976                                                                        | Bridgetown                                                                       | Barbados                                                                         | 2 – 1                                                                            | Trinidad e Tobago                                                                | Qual. Mondiali 1978                                                              | -                                                                                |                                                                                  |
| Totale                                                                           |                                                                                  | Presenze                                                                         | 1+                                                                               |                                                                                  | Reti                                                                             | 0+                                                                               |                                                                                  |